# Isborsk-Klub

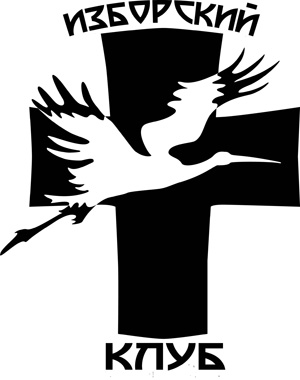
Logo

Der Isborsk-Klub (russisch Изборский клуб Isborski klub, auch Isborskij Klub oder Isborsky Club, englisch Izborsk Club) ist ein von dem Publizisten Alexander Prochanow im September 2012 mit Unterstützung des Kreml gegründeter Think Tank, dem mehrere bekannte ultranationalistische und traditionalistische Intellektuelle Russlands angehören.

## Name
Benannt wurde der Klub nach dem westrussischen Dorf Isborsk, wo das erste Treffen stattfand. Diese Benennung erfolgte in Anlehnung an den Waldai-Klub, dem Prochanow ebenfalls angehört. Weitere Treffen fanden unter anderem in Sankt Petersburg, Chimki, Jekaterinburg und Uljanowsk statt. Ort und Name wurden bewusst gewählt, da die Isborsker Festung aus Moskowiter Zeit als Bollwerk gegen das Vordringen westlicher Einflüsse galt, was auch dem Selbstverständnis des Klubs entspricht. Die Luftstreitkräfte der Russischen Föderation benannte einen Langstreckenbomber des Typs Tupolew Tu-95 zu Ehren des Klubs in „Isborsk“ um, lud Prochanow selbst zu einem Flug in dessen Cockpit ein und setzte das Flugzeug seitdem zu Provokationen im Luftraum von EU-Staaten und zu Bombardierungen in Syrien ein.

## Positionen
Ein im Januar 2013 veröffentlichtes Manifest des Isborsk-Klubs fordert die beschleunigte Entwicklung des militärisch-industriellen Komplexes, die Aufstellung des öffentlichen Sektors als Zentrum der Volkswirtschaft und eine „geistige Erneuerung“ der Elite Russlands. Grundlage ist die Vorstellung, die geopolitischen Konflikte um die Kontrolle von Ressourcen würden sich in der nahen Zukunft verschärfen, was zu regionalen Krisen ebenso führen werde wie zu Kriegen und bewaffneten Interventionen in zahlreichen Ländern, vor allem den rohstoffreichen. Als mögliche historische Vorbilder für die heutige Politik werden Peter der Große und Josef Stalin genannt. Man brauche, so das Manifest, keine übereilten Reformen, sondern neben Rüstungsfabriken auch „Altäre“. Die auf Faktizität und Liberalismus beruhende westliche Gesellschaftsordnung sei laut einem Klubmitglied das Werk von „hinter den Kulissen agieren[den]“ Kräften, deren Kern „zionistische Führer“ seien. Andere Klubmitglieder begrüßten Putins Eurasische Union als „Projekt der Wiederherstellung Russlands als eurasisches Imperium“ (im Originalton „Fünftes Imperium“). Nach Ansicht des Historikers Timothy Snyder waren für den Klub vor dem Hintergrund des Russisch-Ukrainischen Kriegs „die Fakten der Feind, die Ukraine der Feind und die Fakten über die Ukraine der größte Feind“.
Auf einem Treffen in Sankt Petersburg am 19. Juni 2014 forderte Witali Awerianow, die Elite Russlands müsse sich „erneuern“ und ethnische Unterschiede ebenso wie individualistische Denkweisen überwinden, damit das Land wieder zu einer imperialen Macht werden könne. Andere Redner brachten ähnliche Ziele zum Ausdruck. Der Publizist Nikolai Starikow forderte eine ideelle Restauration des russischen Reiches und bezeichnete die Eurasische Wirtschaftsunion als Schritt in diese Richtung. Waleri Korowin stellte in seiner Rede die westlichen „Seemächte“, die ihre Kolonien versklavt hätten, der russischen „Landmacht“ gegenüber, die Kultur, Wissen und Wohlstand in ihre Grenzregionen bringe.

## Mitglieder
Zu den Mitgliedern des Isborsk-Klubs gehören bekannte antiwestliche und antimodern orientierte Intellektuelle.
Prochanows Stellvertreter sind Witalij Awerjanow und Alexander Nagornyj, die Vorsitzenden des Institutes des dynamischen Konservatismus, das der Russisch-Orthodoxen Kirche nahesteht. Beim Gründungstreffen war der russische Kulturminister Wladimir Medinski anwesend.
Öffentliche Aufmerksamkeit erregten die Mitgliedschaft des Putin-Beraters Sergei Glasjew, der im April 2014 auf eine Sanktionsliste der EU gesetzt wurde, und diejenige Alexander Dugins, der durch radikale Thesen zum Ukraine-Konflikt auffiel. In der russischen Öffentlichkeit prägen auch die Fernsehmoderatoren Michail Leontjew und Maxim Schewtschenko das Erscheinungsbild des Isborsk-Klubs.
Dugin zufolge ist auch der Stellvertretende Ministerpräsident Dmitri Rogosin Mitglied der Denkfabrik, auch wenn dessen Name nicht auf offiziellen Listen erscheint. Weitere Mitglieder sind u. a. Leonid Iwaschow (der sich öffentlich gegen den Krieg gegen die Ukraine positionierte), Natalija Narotschnizkaja, Jurij Poljakow und Maxim Kalaschnikow, Nikolai Starikow und Iwan Ochlobystin.

## Einfluss
Die Vereinigung scheint gut finanziert zu sein und verfügt über Verbindungen zum Kreml, wo Dmitri Rogosin in öffentlichen Aussagen häufig die Argumente des Isborsk-Klubs wiederholt, dasselbe trifft auf die Gesamtrussische Nationale Front zu.
Für den Kreml ist der Klub durchaus nützlich, argumentiert der britische Historiker Mark Galeotti: „Wenn du erst mal eine Ansammlung kläffender rechtsextremer Menschen hast... wirkst du selbst gemäßigt.“
Als Witali Awerianow, einer der führenden Köpfe, Anfang Juli 2014 in einem Interview nach dem Einfluss des Klubs auf die pro-russischen Kämpfer im Osten der Ukraine gefragt wurde, räumte er ein, dass es eine „tiefe Verbindung“ gäbe.